# UN-Arbeitsgruppe gegen willkürliche Inhaftierungen
Die Arbeitsgruppe gegen willkürliche Inhaftierungen (englisch Working Group on Arbitrary Detention, (WGAD), französisch Groupe de travail sur la détention arbitraire, spanisch Grupo de Trabajo sobre la Detención Arbitraria) ist ein UN-Gremium unabhängiger Menschenrechtsexperten, das Fälle von willkürlicher Festnahme oder Verhaftung untersucht. Dies umfasst Fälle der Inhaftierung einer Person durch einen Staat ohne gesetzliche Grundlage, ohne Rücksicht auf ein ordnungsgemäßes Verfahren oder im Widerspruch zu internationalen Menschenrechten, zum Beispiel aus politischen Gründen.
Die Arbeitsgruppe wurde 1991 durch eine Resolution der früheren UN-Menschenrechtskommission eingesetzt. Sie wird heute als eines der thematischen Sonderverfahren vom Menschenrechtsrat der Vereinten Nationen überwacht und ist daher ein Nebenorgan der Vereinten Nationen.

## Das UN-Mandat
Die UN-Menschenrechtskommission schuf dieses Gremium am 5. März 1991 mittels einer Resolution, in welcher auch der Auftrag definiert wurde. Das UN-Mandat ist auf drei Jahre befristet und wird regelmäßig verlängert. Nachdem die UN-Menschenrechtskommission im Jahr 2006 durch den UN-Menschenrechtsrat ersetzt wurde, ist dieser nun zuständig und übt die Aufsicht aus. Die letzte Verlängerung des Mandates erfolgte am 7. Oktober 2016.
Die Mitglieder der Arbeitsgruppe sind keine Mitarbeiter der Vereinten Nationen, sondern werden von den UN mit einem Mandat beauftragt. Dazu erließ der UN-Menschenrechtsrat einen Verhaltenskodex. Der unabhängige Status der Mandatsträger ist für die unparteiische Wahrnehmung ihrer Aufgaben entscheidend. Die Amtszeit eines Mandats ist auf maximal sechs Jahre begrenzt.
Die Arbeitsgruppe erstellt thematische Studien und erarbeitet Leitlinien zur Verbesserung der Menschenrechte. Sie macht Länderbesuche und kann in beratender Funktion Empfehlungen abgeben. Zu ihren Aufgaben gehört auch die Prüfung von Mitteilungen und sie unterbreitet den Staaten Vorschläge, wie sie allfällige Missstände beheben können. Sie führt auch Anschlussverfahren durch, in welchen sie die Umsetzung der Empfehlungen prüft. Dazu erstellt sie Jahresberichte zu Händen des UN-Menschenrechtsrates und der UN-Generalversammlung.

## Mitglieder der WGAD
| Name                    | Land       | Seit |
| ----------------------- | ---------- | ---- |
| Miriam Estrada-Castillo | Ecuador    | 2020 |
| Mumba Malila            | Sambia     | 2020 |
| Priya Gopalan           | Malaysia   | 2021 |
| Mathew Gillett          | Neuseeland | 2022 |
| Ganna Yudkivska         | Ukraine    | 2022 |

## Ehemalige Mitglieder der Arbeitsgruppe gegen willkürliche Inhaftierungen
- Elina Steinerte[16]  Lettland, 2016–2022
- Leigh Toomey  Australien, 2015–2022
- Seong-Phil Hong  Südkorea, 2014–2021
- Sètondji Roland Adjovi  Benin, 2014–2020
- José Guevara Bermúdez  Mexiko, 2014–2020
- Vladimir Tochilovsky  Ukraine, 2010–2016
- Mads Andenas  Norwegen, 2009–2015
- Shaheen Sardar Ali  Pakistan, 2008–2014
- El Hadji Malick Sow  Senegal, 2008–2014
- Aslan Abashidze  Georgien, 2008–2010
- Manuela Carmena Castrillo  Spanien, 2004–2009
- Seyyed Mohammad Hashemi  Iran, 2002–2008
- Soledad Villagra de Biedermann  Paraguay, 2002–2008
- Leïla Zerrougui  Algerien, 2001–2008
- Tamás Bán  Ungarn, 2001–2008
- Roberto Garretón  Chile, 1992–2002 and 2008–2014
- Louis Joinet  Frankreich, 1992–2003
- Laity Kama  Senegal, 1992–2001
- Kapil Sibal  Indien, 1992–2001
- Petr Uhl  Tschechien, 1992–2001